# San Silvestre de Guzmán

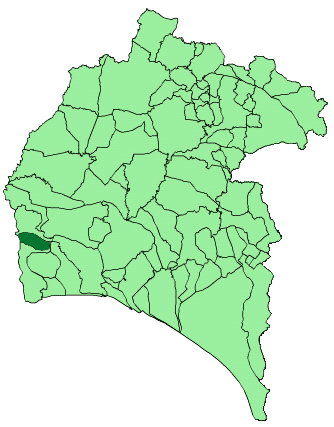
Bản đồ của San Silvestre de Guzman

San Silvestre de Guzmán là một đô thị ở tỉnh Huelva, Andalucía, Tây Ban Nha. Năm 2007, đô thị này có 308 dân. Diện tích của đô thị này là 97 km² và mật độ dân số là 3,9 người/km². Đô thị này có tọa độ 37º 28' độ vĩ bắc, 7º 28' độ kinh tây. San Silvestre de Guzmán nằm ở độ cao 34 mét và cách tỉnh lỵ Huelva 69 km.

## Dân cư
| 1996 | 1997 | 1998 | 1999 | 2000 | 2001  | 2002 |
| ---- | ---- | ---- | ---- | ---- | ----- | ---- |
| 392  | 393  | 397  | 381  | 392  | 3.790 | 370  |

Nguồn: INE (Tây Ban Nha)